# VII Premis de Cinematografia de la Generalitat de Catalunya
Els VII Premis de Cinematografia de la Generalitat de Catalunya foren convocats pel Departament de Cultura de la Generalitat de Catalunya el 1989. Aquests premis tenien la doble missió d'estimular la quantitat i abonar la normalització lingüística, a part dels ajuts institucionals que rebien totes les pel·lícules fetes per productores de cinema catalanes. Es van concedir un total de 10 premis amb dotació econòmica, per 10.750.000 pessetes, i un extraordinari
sense dotació econòmica. A més, per primera vegada, es concedien conjuntament els Premis de Videografia de la Generalitat per tal de fomentar la producció videogràfica en català, amb un total de 4 premis dotats amb 3.000.000 pessetes. El jurat el formaren Carles Jover i Ricart, Josep Jacas, Josep Maria Forn, Daniel Giralt, Josep Maria Aragonès i Gaya, Eduardo de Vicent, Lluís Bonet i Agustí, Enric Cusí Boldú, Lluís Josep Comeron, Antoni Kirchner i Valentí Sallas.
La cerimònia d'entrega dels premis va tenir lloc el 27 de gener de 1989 al Centre d'Art Santa Mònica. Fou presentada per Mari Pau Huguet i Àlex Gorina i va comptar amb la presència del conseller de cultura Joan Guitart i el director general de cinematografia de promoció cultural Xavier Bru de Sala.

## Guardons

### Cinematografia
| Categoria | Premiat                                                                                             | Premi          |
| --- | --------------------------------------------------------------------------------------------------- | -------------- |
| Premi al millor llargmetratge                                                                                | Sinatra de Francesc Betriu                                                                          | 5.000.000 ptes |
| Premi al millor curtmetratge                                                                                 | Angèlica de Lluís Zayas Muñoz                                                                       | 1.000.000 pts  |
| Premi a la distribuïdora que més ha contribuït a la difusió del cinema en català                             | Ivex Films SA                                                                                       | 1.000.000 pts  |
| Premi a la millor sala exhibidora de Catalunya que més ha contribuït a la promoció del cinema en català      | Cine Casablanca                                                                                     | 1.000.000 pts  |
| Premi al millor director                                                                                     | Francesc Betriu per Sinatra                                                                         | 500.000 pts    |
| Premi al millor tècnic                                                                                       | Eduard Arranz Bravo, Josep Duran, Josep Maria Civit i Fons i Xavier Montsalvatge per Llums i ombres | 500.000 pts    |
| Premi al millor actor                                                                                        | Alfredo Landa per Sinatra                                                                           | 500.000 pts    |
| Premi a la millor actriu                                                                                     | Eulàlia Ramon per L'amor és estrany                                                                 | 500.000 pts    |
| Premi a la millor contribució personal o col·lectiva que incrementi el patrimoni cinematogràfic de Catalunya | Cooperativa Drac Màgic                                                                              | 500.000 pts    |
| Premi al cine-club que s'hagi destacat en la seva tasca de formació                                          | Cine Club «Imatges» de Santa Coloma de Gramenet                                                     | 250.000 pts    |
| Premi extraordinari                                                                                          | Jordi Torras i Comamala i Mary Santpere                                                             | -              |

### Videografia
| Categoria                                                       | Premiat                                                       | Premi          |
| --------------------------------------------------------------- | ------------------------------------------------------------- | -------------- |
| Al productor del millor videograma en català de creació lliure  | Josep Maria López Llaví i Zoom Televisió SA per Cap de Quers' | 1.000.000 ptes |
| Al productor del millor videograma en català creat per encàrrec | Ovideo TV per Catalunya                                       | 1.000.000 pts  |
| Millor realitzador                                              | Joan Minguell i Soriano per Catalunya                         | 500.000 pts    |
| Millor tècnic                                                   | Josep Maria Aragonès i Gaya per Catalunya                     | 500.000 pts    |